# Hermann Staats
Hermann Staats (* 28. September 1957 in Lippstadt) ist ein deutscher Psychoanalytiker, Gruppenanalytiker und Paar- und Familientherapeut. Er ist seit 2006 Sigmund-Freud-Professor für psychoanalytisch orientierte Entwicklungspsychologie an der Fachhochschule Potsdam. Staats war Vorsitzender der Arbeitsgemeinschaft Gruppenpsychotherapie und Gruppenanalyse (2010 bis 2021) sowie Leiter des Familienzentrums an der FH Potsdam (2012 bis 2020). Er publiziert zu Angst und Angststörungen, zu klinischen Anwendungen entwicklungspsychologischer Forschungen und zu gesellschaftlichen und klinischen Aspekten der Entwicklung von Gruppen.

## Leben
Von 1976 bis 1983 belegte er ein Studium der Medizin in Kiel und Würzburg, die Promotion erfolgte in Kiel, Habilitation 2001 für das Fach Psychosomatik und Psychotherapie an der Georg-August-Universität Göttingen. 2006 wurde er auf die Sigmund-Freud Stiftungsprofessur für psychoanalytisch orientierte Entwicklungspsychologie in Potsdam berufen. Staats ist Mitglied der Forschungskommissionen der Deutschen Psychoanalytischen Gesellschaft (DPG) (Vorsitz seit 2016), des Beirats Wissenschaft und Forschung der Deutschen Gesellschaft für Gruppenanalyse und Gruppenpsychotherapie (D3G) und der Konsensuskonferenz Qualitätssicherung der Deutschen Gesellschaft für Psychoanalyse, Psychotherapie, Psychosomatik und Tiefenpsychologie (DGPT) sowie zahlreicher Fachgesellschaften. Seine Forschungsschwerpunkte sind intrapsychische und interpersonelle Beziehungsmuster, psychoanalytische Entwicklungstheorien und ihre Anwendung in Beratung, Therapie und Pädagogik sowie Forschung zum Prozess und Ergebnis von Psychotherapien und Beratungen.

## Wirken
Hermann Staats arbeitete zunächst allgemeinmedizinisch, dann an psychotherapeutischen und psychiatrischen Kliniken. 1991 bis 1999 war er Oberarzt der Abteilung für Klinische Gruppenpsychotherapie an der Universität Göttingen, dann bis 2006 Oberarzt an der Abteilung für Psychosomatik und Psychotherapie mit Schwerpunkten in der Supervision, der Familientherapie und als Leiter der Ärztlich-Psychologischen Beratungsstelle der Universität. Seit 2005 war er wiederholt Gastgeber der Wissenschaftlichen Summer School der DPG für Forschung in der Psychoanalyse. Seit 2007 hat Staats eine Teilzeitzulassung als Arzt für Psychotherapeutische Medizin, Psychoanalytiker und Gruppenanalytiker in Potsdam. Von 2010 bis 2021 war er Vorsitzender der Arbeitsgemeinschaft für die Anwendung der Psychoanalyse in Gruppen (seit 2016: Arbeitsgemeinschaft Gruppenpsychotherapie und Gruppenanalyse), von 2012 bis 2020 Leiter des Familienzentrums an der FH Potsdam.
Staats ist Arzt für psychotherapeutische Medizin sowie Lehranalytiker der Deutschen Gesellschaft für Psychoanalyse, Psychotherapie, Psychosomatik und Tiefenpsychologie (DGPT), der Deutschen Psychoanalytischen Gesellschaft (DPG), der Internationalen Psychoanalytischen Vereinigung (IPA) und der Deutschen Gesellschaft für Gruppenanalyse und Gruppenpsychotherapie (D3G) mit Weiterbildungen in suggestiven Methoden und Autogenem Training, Paar- und Familientherapie und Eltern-Säuglings-Kleinkind-Psychotherapie. Er arbeitet als Dozent regional und überregional an Instituten für die Ausbildung von Psychotherapeuten und Sozialtherapeuten in Einzel-, Gruppen- und Familientherapie.

## Herausgeberschaft
Staats ist Mitherausgeber der Zeitschrift Gruppenpsychotherapie und Gruppenanalyse im Vandenhoeck & Ruprecht-Verlag, des Forums Psychoanalyse im Springer Verlag und Herausgeber von Fachbüchern zur Entwicklungspsychologie, zu therapeutischen Beziehungen und zu Gruppentherapie und Gruppenanalyse.

## Schriften (Auswahl)
- Ch. Bakhit, H. Staats: Supervision in Gruppen. Gemeinsam lernen und erkennen. Kohlhammer, Stuttgart 2021, ISBN 978-3-17-033483-0.[3]
- C. Benecke, H. Staats: Psychoanalyse der Angststörungen. Modelle und Therapien. Kohlhammer, Stuttgart 2016, ISBN 978-3-17-022614-2.[3]
- H. Staats: Psychoanalytische Entwicklungspsychologie. Bd. 1: Schwangerschaft, Geburt und Kindheit.Stuttgart: Kohlhammer, 2021.[3]
- H. Staats: Psychoanalytische Entwicklungspsychologie. Bd. 2: Jugend, Erwachsen werden und Altern. Kohlhammer, Stuttgart 2021.[3]
- H. Staats: Feinfühlig arbeiten mit Kindern. Psychoanalytische Konzepte für die Praxis in Kita und Grundschule. 2., überarbeitete und erweiterte Auflage. Vandenhoeck & Ruprecht, Göttingen 2020.[3]
- H. Staats: Die therapeutische Beziehung. Spielarten und verwandte Konzepte. Vandenhoeck & Ruprecht, Göttingen 2017.[3]
- H. Staats: Feinfühlig arbeiten mit Kindern. Psychoanalytische Konzepte für die Praxis in Kita und Grundschule. Vandenhoeck & Ruprecht, Göttingen 2014, ISBN 978-3-525-70167-6.[3]
- H. Staats, Th. Bolm, A. Dally (Hrsg.): Gruppenpsychotherapie und Gruppenanalyse. Ein Lehr- und Lernbuch. Vandenhoeck & Ruprecht, Göttingen 2014, ISBN 978-3-525-40230-6.[3]
- H. Staats: Das zentrale Thema der Stunde. Die Bestimmung von Beziehungserwartungen und Übertragungsmustern in Einzel- und Gruppentherapien. Vandenhoeck & Ruprecht, Göttingen 2004.[3]
- Liste mit weiteren Publikationen auf der Seite der FH Potsdam[3]